# Le Système Valentine
Le Système Valentine (titre original : The Golden Globe) est un roman de science-fiction de John Varley publié aux États-Unis en 1998 et en France en 2003.

## Résumé
Kenneth C. Valentine, dit Sparky, est un acteur né. Dès l'âge de huit ans, il connaissait déjà par cœur tout le répertoire de William Shakespeare et, grâce au génie génétique, il est capable de modifier son apparence à volonté au point d'être capable de jouer Roméo et Juliette en interprétant les rôles de Mercutio et de Juliette au cours d'une même représentation. Son surnom de « Sparky » lui vient d'une ancienne série télévisée, Sparky et sa Bande, dont il a joué autrefois le rôle principal.
Dans l'univers où il vit, l'Humanité a été presque exterminée par une invasion extra-terrestre qui l'a chassée de ses deux principales implantations sur la Terre et sur Jupiter et qui l'a contrainte, pour sa survie, à se réfugier sur la Lune et d'autres planètes et satellites du système solaire. 
Poursuivi pour une mystérieuse raison par la pègre charonnaise, Sparky est lui-même dans une fuite permanente pour sa survie, accompagné de Toby, un chien génétiquement amélioré, et d’une malle aux innombrables ressources, le Pantechnicon, qui lui sauvera plusieurs fois la vie.

## Prix littéraires
- Le roman Le système Valentine a remporté le prix Prometheus 1999 et a reçu le prix du Cafard Cosmique 2004 [2].

## Éditions
- The Golden Globe, Ace Books, 1er octobre 1998, 425 p.  (ISBN 0-441-00558-6)
- Le Système Valentine, Denoël, coll. « Lunes d'encre », 15 septembre 2003, trad. Patrick Marcel, 574 p.  (ISBN 978-2-207-24982-6)
- Le Système Valentine, Gallimard, coll. « Folio SF » no 442, 7 février 2003, trad. Patrick Marcel, 720 p.  (ISBN 978-2-07-044977-4)